# Uganda-Mangabe
Die Uganda-Mangabe (Lophocebus ugandae) ist eine Primatenart aus der Familie der Meerkatzenverwandten (Cercopithecidae). Die Population wurde lange Zeit mit der Grauwangenmangabe zusammengefasst und erst 2007 in den Artstatus erhoben.

## Merkmale

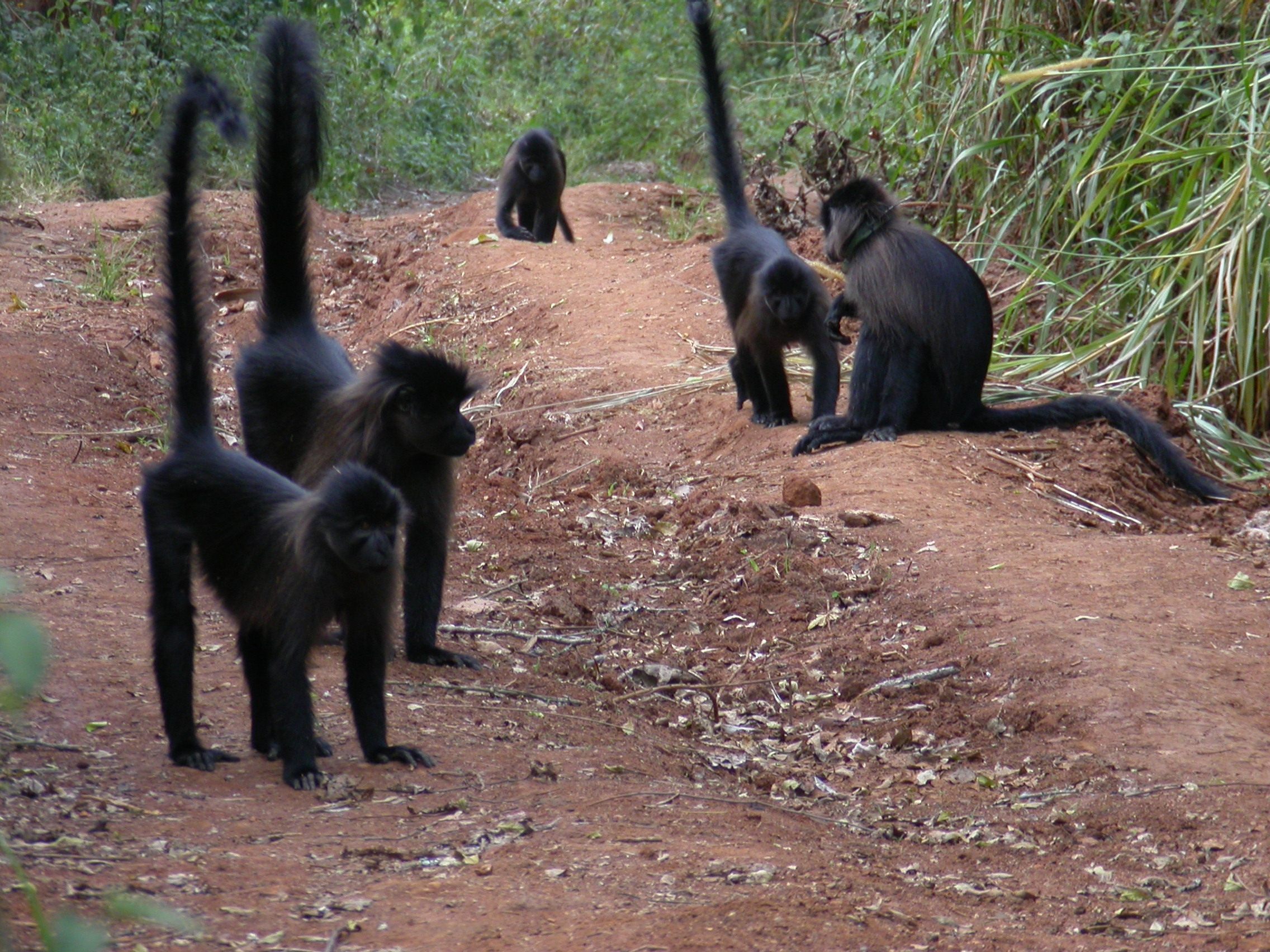
Uganda-Mangaben im Kibale National Park

Uganda-Mangaben sind schlank gebaute Primaten mit langen Gliedmaßen und einem langen Schwanz. Sie ähneln den Grauwangenmangaben, haben aber einen zierlicheren Schädel und kürzere Schulterhaare (Mantel). Ihr Fell ist überwiegend schwarzbraun bis schwärzlich gefärbt, die langen Backenhaare sind ebenso grau bis braun gefärbt wie die langen Haare an den Schultern. Die langen Schulterhaare sind etwas heller graubraun gefärbt als der Rumpf. Die Kopfhaare sind nach hinten gerichtet, die äußeren Enden der Augenbrauen hornförmig nach oben gebogen. Die Wangen sind hell graubraun. Bei der Art tritt häufig Albinismus auf.
Ihre Kopfrumpflänge beträgt 54 bis 70 (Männchen) bzw. 42 bis 61 Zentimeter (Weibchen), dazu kommt noch ein langer Schwanz, der bei den Männchen 65 bis 75 Zentimeter lang sein kann, während der der Weibchen 55 bis 65 Zentimeter erreicht. Das Gewicht ausgewachsener Weibchen liegt bei 4 bis 6 Kilogramm, während die deutlich schwereren Männchen 6 bis 10 Kilogramm erreichen.
Stehen die Affen auf allen vieren (quadruped), so wird der Schwanz oft senkrecht nach oben mit der Spitze nach vorn zeigend getragen.

## Verbreitung
Uganda-Mangaben kommen nur in Uganda und im Minziro Forest Reserve und Sango Bay Forest im äußersten Nordwesten Tansanias (Region Kagera) vor. In Uganda bewohnen sie vorwiegend die Wälder am Nord- und Nordwestufer des Victoriasees, aber auch an der westlichen Seite des Albert-Rifts, z. B. im Kibale-Nationalpark. Lebensraum dieser Art sind immergrüne Primärwälder, Sekundärwälder und Galeriewälder.

## Lebensweise
Über die Lebensweise der Uganda-Mangaben ist wenig bekannt. Wie alle Schwarzmangaben sind sie tagaktive Baumbewohner, die selten auf den Boden kommen. Sie leben in Gruppen die 5 bis 30 Tiere umfassen, in der Regel sind es weniger als 20. Wie andere Mantelmangaben bildet die Uganda-Mangabe gemischte Gruppen mit anderen Affenarten, diese sind die Rotschwanzmeerkatze (Cercopithecus ascanius), die Diademmeerkatze (C. mitis), der Mantelaffe (Colobus guereza) und der Uganda-Stummelaffe (Piliocolobus tephrosceles).
Uganda-Mangaben ernähren sich von Früchten, Nüssen und Kleintieren. Im Kibale-Nationalpark machen Früchte etwa 35 bis 78 % ihrer Nahrung aus, es folgen Blätter (2 bis 10 %), Blüten (1 bis 8 %) und tierische Nahrung (0 bis 9 %). Insgesamt werden dort 50 bis 65 verschiedene Pflanzenarten genutzt. Durch ihre dicke Zahnschmelzschicht sind die Uganda-Mangaben besonders an harte pflanzliche Nahrung wie Samen und Nüsse angepasst, die einen bedeutenden Anteil der Nahrung ausmachen.
Die Weibchen bekommen im Durchschnitt alle 33 Monate ein einzelnes Junges. Die Tragzeit beträgt etwa 186 Tage. Während ihrer Fruchtbarkeit bekommen die Weibchen eine Sexualschwellung, ähnlich wie weibliche Paviane.
Über den Gefährdungsgrad ist wenig bekannt. Die Uganda-Mangabe kommt in vier Schutzgebieten vor, unter anderem im Mabira Forest Reserve und im Kibale-Nationalpark, wo die Population in den letzten Jahrzehnten stabil geblieben ist. Die IUCN listet die Art noch nicht als von der Grauwangenmangabe getrennt.